# Agrotis obscura
Agrotis obscura là một loài bướm đêm trong họ Noctuidae.